# 黑马漫画

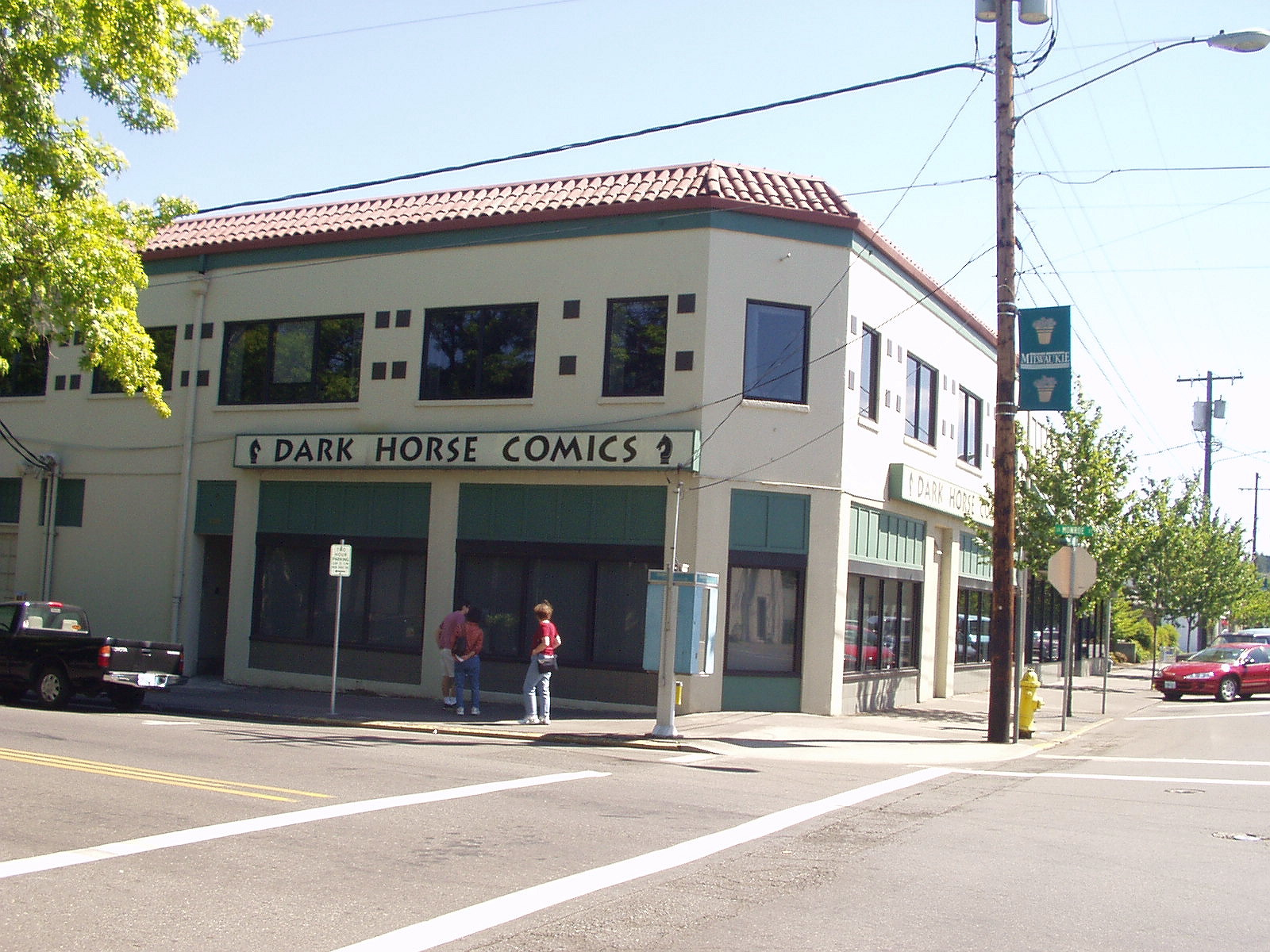
黑馬漫畫的總部

黑馬漫畫（英語：Dark Horse Comics）是美國的一家獨立漫畫出版商，總部位在俄勒冈州的密尔沃基，由麥克·理察森於1986年成立。理察森原本是一家連鎖漫畫專賣店的老闆，因為觀察到獨立漫畫出版界有利可圖而創辦了黑馬漫畫，並在副手蘭迪·史特拉德利的幫助下擴展版圖。
成立初期，黑馬漫畫推出了漫畫選集《黑馬鉅獻》以及根據電影改編的漫畫作品，並從事日本漫畫的代理業務。黑馬漫畫也投入作者所有漫畫的發行，成功吸引許多自由作家，甚至連當時美國漫畫界的兩大龍頭漫威漫畫和DC漫畫的漫畫家也前來投稿。黑馬漫畫的優異表現使其一度成為漫畫界僅次於漫威和DC的第三大出版商，也是最大的獨立漫畫出版商和日本漫畫代理商之一。
黑馬漫畫於1992年成立了電影公司黑馬娛樂，推出改編自自家漫畫的電影。曾被搬上大螢幕的漫畫包含《面具》、麥克·米紐拉的《地狱男爵》、法蘭克·米勒的《萬惡城市》和《300》等。

## 歷史

### 成立初期

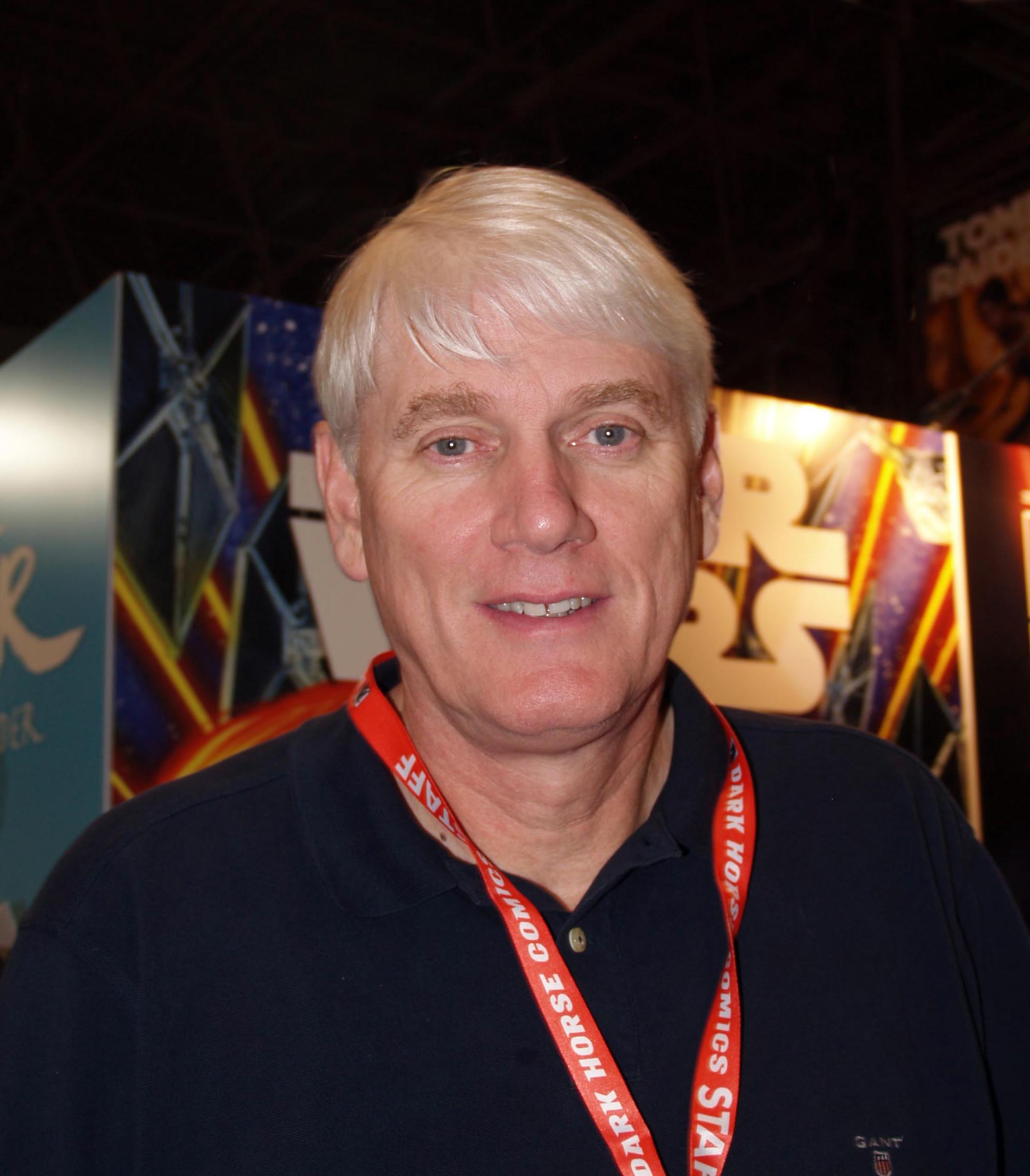
黑馬漫畫的創辦人麥克·理察森 (出版商)

黑馬漫畫的創辦人麥克·理察森原本是俄勒冈州波特兰一家連鎖漫畫專賣店「飛馬圖書」（Pegasus Books）的老闆，事業還算成功。1980年代中期，漫畫產業經歷了數十年的經濟停滯後迎來了轉機，當時漫畫《忍者龜》的熱銷讓他認為獨立漫畫出版界有利可圖，於是懷抱著要提升漫畫水準的想法，在1986年創辦了黑馬漫畫。1986年7月，理察森出版了首兩套漫畫《黑馬鉅獻》和《小熊鮑里斯》，前者是一套黑白漫畫選集，首期收錄有保羅·查德維克的《石化人》和克里斯·華納的《黑十字》（Black Cross）；後者則是戲仿和暴力風格的漫畫，內容諷刺了其他家的漫畫角色和漫畫產業的運作。兩本漫畫走的都是非傳統的路線，理察森原本期望《黑馬鉅獻》賣出個1萬冊，最後兩套漫畫加起來一共賣了5萬冊，遠超出他的預期，並堅定了他繼續經營的念頭。1987年9月發行的《黑馬鉅獻》第10期刊出的漫畫《面具》介紹了黑馬漫畫原創的第一位超級英雄。
黑馬漫畫成立之後，理察森在二當家蘭迪·史特拉德利的幫助下擴展事業範圍，開始出版改編自影視作品的漫畫，內容包含更多延伸的劇情、角色和世界觀。1988年，黑馬漫畫推出了電影《異形》的改編漫畫，隨後是隔年的《鐵血戰士》、1990年的《魔鬼終結者》和1991年的《星際大戰》漫畫。這些改編漫畫原本仍是在《黑馬鉅獻》上發表，是後來才轉而與電影進行商業搭配、出版單行本。因為吸引了不少讀者，黑馬漫畫將之發展成自家的系列作，並推出結合不同系列的跨界作品，例如讓異形和鐵血戰士大戰一場的漫畫《异形大战铁血战士》，這個點子日後也促成了電影《异形大战铁血战士》（2004年）。
黑馬漫畫也從1987年左右開始經營日本漫畫的代理業務，出版了岩田和久的《哥吉拉》。1994年8月，黑馬漫畫成立了專門出版日本漫畫的部門「黑馬日本漫畫」（Dark Horse Manga），發行的首部作品是《幸運女神》，再加上之後代理的《攻殼機動隊》和《無限之住人》等作品，奠定了公司在業界的地位；小池一夫和小島剛夕的名作《帶子狼》也是由黑馬漫畫引進美國。黑馬漫畫曾在2000年至2005年間出版過一部日本漫畫雜誌《Super Manga Blast!》。

### 1990年代

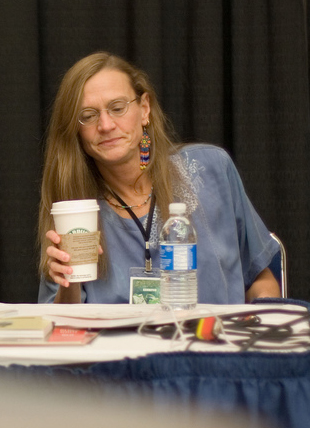
黑馬漫畫的編輯黛安娜·舒爾茨，任職於1990年至2015年

黑馬漫畫以作者保有版權的「作者所有」模式發行原創漫畫，逐漸吸引到許多漫畫家前來投稿。黑馬漫畫於1990年任用黛安娜·舒爾茨擔任編輯，他在公司任職至2015年，25年間幫公司出版了威爾·艾斯納、法蘭克·米勒和尼爾·蓋曼等名家的作品。另一名資深編輯則是史考特·艾利，他於1994年加入黑馬漫畫，2017年離職，後於2020年因爆出性醜聞而被黑馬漫畫斷絕關係。與其他許多出版商不同的是，黑馬漫畫會主動招募和發掘新人才。
許多自由作家轉而將稿子投給黑馬漫畫，像是鮑勃·博登（《火焰胡蘿蔔俠》）、麥克·艾瑞德（《瘋俠》）、史蒂夫·魯德和麥克·巴隆（《納克瑟斯》）、麥特·華格納（《格倫戴爾》）等等。除了自由作家外，為漫威漫畫和DC漫畫兩大品牌效力的漫畫家也會透過黑馬漫畫發表新作品。1990年6月，法蘭克·米勒與戴夫·吉本斯將瑪莎·華盛頓系列漫畫首作《給我自由》交給黑馬漫畫出版。米勒的作品《萬惡城市》隨後也在《黑馬鉅獻》1991年4月號上首次亮相。1998年，米勒的漫畫《300》出版。
1993年，黑馬漫畫推出了一套超級英雄漫畫選集《最偉大的漫畫世界》（縮寫CGW），嘗試建構自己的漫畫世界觀，選集發行首四個月內每周出一本新刊。漫畫中出現了四個地區：阿卡迪亞（Arcadia）、鋼港、辰沙平原和黃金城（Golden City），每個地區都會有四個超級英雄或團隊登場，一期登場一個。接續在這之後的包含幾個系列：《X》、《未來帝國》、《鬼》和《衝出漩渦》（Out of the Vortex），但除了《鬼》以外的系列都因為1990年代的漫畫產業崩潰而結束，這套選集也隨之在1995年畫下句點。
1994年，米勒和以參與《X战警》和《超人》聞名的漫畫家約翰·拜恩合作在黑馬漫畫旗下開設了一個漫畫品牌「傳奇」（Legend），集結並出版多位漫畫家的作品，出現在陣容當中的新進成員包含拜恩自己（《進化人》）、麥克·米紐拉（《地狱男爵》）和亞瑟·亞當斯（《猴子俠與歐布萊恩》）等人。米勒和吉本斯透過「傳奇」繼續發表瑪莎·華盛頓系列漫畫，和米勒合作過《冷硬派》的高夫·達龍貢獻了一篇《大個子與男孩機器人羅斯提》，而查德維克則在「傳奇」底下繼續畫他的《石化人》。「傳奇」於1998年結束經營後，其理念由舒爾茨成立的「獨行俠」承接下去。「獨行俠」於1999年開始出書，其中P·克雷格·羅素根據歌劇《尼伯龙根的指环》改編的同名2000年漫畫拿下了艾斯納獎。不過「獨行俠」自2002年後就沒有再推出新作。
1998年，黑馬漫畫與喬斯·溫登合作將他的電視劇《吸血鬼猎人巴菲》漫畫化，電視劇播畢後，黑馬漫畫在溫登的監修下繼續創作延伸漫畫，溫登後來的作品《螢火蟲》也是如此。《大英百科全書》網站稱，黑馬漫畫在1990年代推出的成功作品包含：改編自《吸血鬼猎人巴菲》的作品、代理發行的日本漫畫如《攻殼機動隊》、《帶子狼》，以及法蘭克·米勒的原創作品如《萬惡城市》和《300》。

### 2000年代至今
進入21世紀後，黑馬漫畫持續推出原創作品。2000年9月，《黑馬鉅獻》在發行第157期後結束，後於2007年改推出網路版《Myspace黑馬鉅獻》（MySpace Dark Horse Presents，縮寫MDHP）。2003年，黑馬漫畫將艾瑞克·鮑威爾的熱門漫畫《愚笨者》納入旗下。2007年，傑洛德·威創作的漫畫《雨傘軍團》由黑馬漫畫首度發行，獲得了艾斯納獎。黑馬漫畫也出版了電子遊戲的衍生漫畫，其中像是2010年首發的《質量效應》漫畫就獲得了不錯的評價。
黑馬漫畫也逐漸收購版權，於2000年代開始推出舊系列的再版，像是泰山和小露露，以及一些其他漫畫品牌發行的影視改編漫畫，例如《野蛮人柯南》和《星際大戰》這些原本版權歸屬於漫威漫畫的作品。數年後，因為迪士尼收購了漫威漫畫和《星際大戰》的版權，而且二十世紀福斯也決定收走《吸血鬼猎人巴菲》之版權，使黑馬漫畫不得再版這些作品。2018年，黑馬漫畫與Netflix合作推出電視劇《怪奇物語》的漫畫版。
2018年11月，黑馬漫畫被上海世像文化傳媒有限公司旗下香港子公司Visionary Vanguard Associates Limited收購，創辦人理察森留任執行長一職

## 經營策略
黑馬漫畫成立初期，創辦人理察森選擇出版的漫畫書明顯偏離了由DC漫畫和漫威漫畫主導的市場主流，同時也相當多樣。也因為這樣，黑馬漫畫得以在1990年代的漫畫產業危機許多中存活下來。另一點與傳統出版社不同的是，黑馬漫畫採用作者擁有漫畫所有權的作者所有漫畫機制。一般來說，作者在將稿子交給出版社後版權就歸出版社所有，不過黑馬漫畫讓作者保有一切權利，因此吸引到很多作家前來效力，像是法蘭克·米勒。

## 相關事業
1991年，黑馬漫畫成立了一間專門開發玩具的部門，並於隔年創辦黑馬娛樂，跨足影視製作。2005年，黑馬娛樂旗下子公司——黑馬獨立電影（Dark Horse Indie）成立，主要經營獨立電影的製作業務。黑馬漫畫也有一個專門發行周邊商品的部門「黑馬精品」（Dark Horse Deluxe）。
黑馬漫畫的官方網站Dark Horse.com於1995年設立。2004年，黑馬漫畫旗下的M出版社（M Press）和DH出版社（DH Press）成立，專門發行非漫畫出版品，像是小說與文章。2011年黑馬漫畫發布自家的線上平台「黑馬數位」（Dark Horse Digital）。2013年，黑馬漫畫與丹尼斯·基欽和約翰·林德（John Lind）合作開設了獨立品牌「廚房水槽圖書」（Kitchen Sink Books），專門出版美術書和收藏版書籍和漫畫。2017年，暈眩漫畫前編輯凱倫·貝格在黑馬漫畫旗下成立了出版品牌「貝格圖書」（Berger Books）。

## 出版物
以下列出黑馬漫畫出版的部分知名原創作品：
- 《石化人（英语：Concrete (comics)）》（1986年起）[13]
- 《小熊鮑里斯（英语：Boris the Bear）》（1986年起）[13]
- 《萬惡城市》[54][6]（1991年-2000年）
- 《格倫戴爾（英语：Grendel (comics)）》[5]（1992年至今）
- 《地狱男爵》（1994年起）[5][6]
- 《兔用心棒（英语：Usagi Yojimbo）》[6][55]（1997年-2019年[56]）
- 《流浪者格魯（英语：Groo the Wanderer）》[6]（1998年起）
- 《愚笨者（英语：The Goon）》[5]（2003年-2016年[57]）

## 旗下漫畫改編

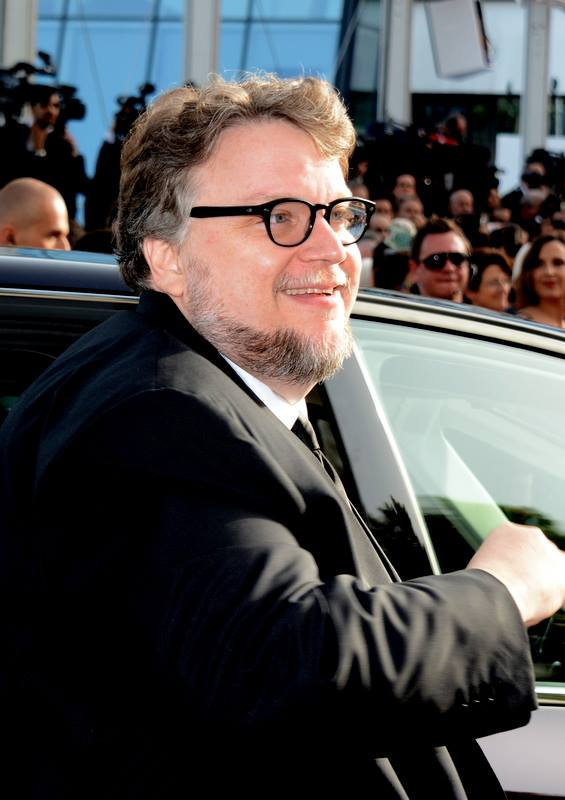
《地獄怪客》電影版的導演吉勒摩·戴托羅

黑馬漫畫的影視部門黑馬娛樂創辦於1992年，致力於將旗下的作者所有漫畫搬上大銀幕，當中包含賣座強片，如改編自漫畫《300》的《300壯士：斯巴達的逆襲》（2006年），但也不乏失敗經驗，如同名漫畫改編的《未來帝國》（1996年）。黑馬娛樂推出的首部電影是低預算電影《恐怖医生》（1992年），表現普通。1994年，黑馬娛樂推出了熱銷漫畫《面具》的改編電影《摩登大聖》，全球票房達到3.51億美元，並催生了同名熱門動畫，同年的《時空特警》成績也相當亮眼。之後漫畫《地狱男爵》先後被改編成三部電影，前兩部《地獄怪客》（2004年）和《地獄怪客2：金甲軍團》（2008年）由吉勒摩·戴托羅導演，2019年上映的重啟作《地獄怪客：血后的崛起》則由尼爾·馬歇爾執導。漫畫《萬惡城市》也有兩部改編電影問世，原作者弗兰克·米勒兼任導演之一。2019年，黑馬娛樂與Netflix簽下合作契約，授權對方製作黑馬漫畫改編的影視作品，在這之前雙方就已經合作過影集《雨傘學院》和電影《極地》。

## 影響力
黑馬漫畫創立於1986年，當時漫畫產業已形成當今由DC漫畫和漫威漫畫兩大龍頭主導的狀況。雖然並不是第一家提供多樣且優質的作品的出版商，但黑馬漫畫仍在幾年內就成為業界舉足輕重的公司，1992年的業績達到500萬美元 根據統計，在1990年代，黑馬漫畫就已成為漫畫界銷量和利潤第三大的公司，僅次於DC和漫威。這一地位後來面臨新加入的勇士漫畫（1989年成立）和映像漫画（1992年成立）的挑戰，不過在2006年鑽石漫畫分銷商的統計數據中，漫威的市占率為36.9%，DC占32.9%，黑馬漫畫占5.6%仍保持第三。到了2019年，黑馬漫畫被擠到第五名，第三名和第四名分別被映像漫畫和IDW公司（1999年成立）佔據。黑馬漫畫也被評為最大或最成功的獨立漫畫出版商之一。《首映》雜誌曾稱黑馬漫畫將DC和漫威主宰的漫畫生意瓜分走了好一大塊，這是其他獨立出版商都未曾做到過的。
另一方面，根據Nielsen BookScan的數據，黑馬漫畫在2019年晉升成為美國第三大日本漫畫代理商，僅次於碧日和講談社。